# Mullahalli, Kolar
Mullahalli là một làng thuộc tehsil Kolar, huyện Kolar, bang Karnataka, Ấn Độ.